# Макроцефалия
Макроцефалия, мегалоцефалия (macrocephalia, megalocephalia, от др.-греч. μακρός (μέγας) — большой и κεφαλή — голова; син.: макрокефалия, макроэнцефалия) — пропорциональное увеличение всего мозга без головной водянки, которое может протекать бессимптомно, но всегда с отставанием умственного развития.
Внешний вид мозга при макроцефалии обычно мало отличается от нормального. Исследование спиномозговой жидкости при макроцефалии не обнаруживает патологических изменений, давление нормальное. Форма головы обычно нормальная, без выпуклостей и нависания лобных костей, характерных для гидроцефалии. Большой родничок закрывается с опозданием, часто он широко открыт, но не выбухает.

## Описание

### Типы макроцефалии
- Непропорциональная макроцефалия - голова ребенка больше нормы, относительно размеров тела ребенка; у таких детей высокий риск возникновения расстройств аутистического спектра, эписиндрома и иных неврологических заболеваний.

- Пропорциональная макроцефалия - голова ребенка по размеру пропорциональна телу (то есть, большая голова при крупном телосложении). В таких случаях стоит заподозрить синдром ускоренного роста (например, вследствие избытка гормона роста). Как правило в таких случаях отсутствует неврологическая симптоматика

### Причины макроцефалии
- Доброкачественная семейная макроцефалия - наследственная анатомическая особенность, другие члены семьи также имеют большие головы
- Гидроцефалия — избыток цереброспинальной жидкости в головном мозге[1] .Прогноз при выраженной макроцефалии в большинстве случаев плохой.

### Смерть наступает очень быстро или даже внезапно, чаще в связи с острым лихорадочным инфекционным заболеванием.
Симптомы, предшествующие смерти, у большинства больных выражаются в головной боли, потере сознания на фоне высокой температуры, более или менее выраженных общих клонико-тонических судорогах, нерезких менингеальных явлениях без патологических изменений в спиномозговой жидкости, в наступлении коллапса. Описанная симптоматика даёт основание полагать, что причиной смерти является отёк мозга и острое повышение внутричерепного давления.